# Сугр
Сугр (*д/н — після 1107) — половецький хан.

## Життєпис
Походив з клану Ольберлю. Про його батьків нічого невідомо, вважається молодшим братом Шарукана. Очолював частину орди, у південній частині. Тут на Сіверському Дінці заснував свою ставку Сугрів, який перетворився на важливе укріплення й торгівельну факторію.
Був запеклим ворогом руських князівств. У 1107 році був одним з ініціаторів та очільників половців у війні проти великого князівства Київського, Переяславського і Чернігівського князівств. Втім, у битві при Сулі половці зазнали нищівної поразки, а Сугр потрапив у полон. Про подальшу долю невідомо, ймовірно, помер у полоні. Його столицю Сугрів було знищено руськими дружинами у 1111 році.